# Boris Tomashevski
Borís Víktorovich Tomashevski (en ruso, Борис Викторович Томашевский; San Petersburgo, 29 de noviembre de 1890 – Gurzuf, 24 de agosto de 1957) fue un teórico del formalismo ruso e historiador de la literatura rusa. Fue un miembro del Círculo lingüístico de Moscú, del OPOYAZ y de la Unión de Escritores Soviéticos.
En 1912, Tomashevski se graduó en estadística e ingeniería eléctrica en la Universidad de Lieja y asistió a la Sorbona. Así mismo, entre 1912 y 1916 estudió en el Instituto Politécnico de San Petersburgo.
Desde 1921, trabajó para el Instituto de Historia del Arte de Moscú, pero más tarde se trasladó a la Casa Pushkin, donde dirigió el departamento de manuscritos entre 1946 y 1957 y el departamento de estudios de Pushkin en 1957. Fue involucrado en la elaboración del Diccionario de Ushakov y supervisó las primeras ediciones soviéticas de Aleksandr Pushkin y las obras completas de Fiódor Dostoyevski. También ayudó a establecer el Museo Pushkin de Gurzuf, un pueblo costero de Crimea, donde murió y fue enterrado.

## Teoría literaria
Su monografía Teoría de la literatura: Poética (Leningrado, 1925), fue la primera exposición sistemática de la doctrina formalista. Tomashevski distingue tres actitudes en la investigación literaria: la histórica, la teórica y la normativa, que se consolidarían posteriormente en la historia, la teoría y la crítica literaria. Otro importante trabajo teórico es El escritor y el libro: un compendio de textología (1928). 
Estuvo especialmente interesado en la teoría de la versificación y en sus estudios métricos, siguiendo los pasos de Andréi Bely, aplicó procedimientos estadísticos para el estudio de la poesía rusa, buscando «elevar la versificación a una ciencia cuantificada». 